# 小彼得·勃鲁盖尔

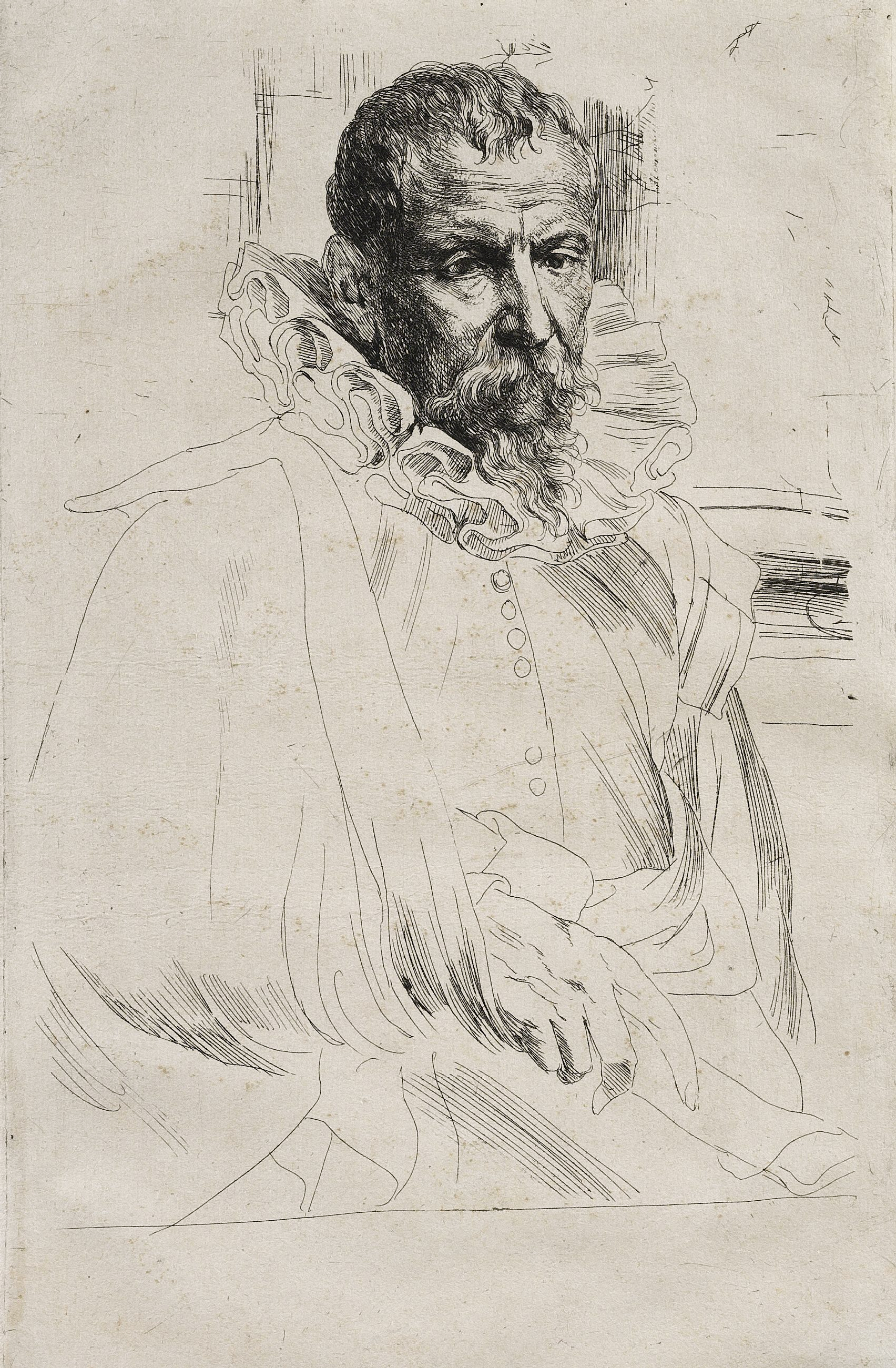
小彼得·布勒哲爾画像

小彼得·布勒哲爾（荷蘭語：Pieter Brueghel de Jonge，1564年—1638年），法蘭德斯画家。他是老彼得·布呂赫爾的长子。他在4－5岁失去父亲，十四岁上母亲又去世了。他和弟弟老扬·布吕赫尔、妹妹玛丽一起和外婆梅肯·沃尔哈斯特生活，身为水彩画家的外婆成了他们兄弟的第一任绘画老师。小彼得·布吕赫尔也许曾在风景画家Gillis van Coninxloo的作坊里学习过。1585年间他已经开始独立出售画作。1588年他和伊丽莎白·高德里特结婚，生有七个孩子。
小彼得·布吕赫尔画过风景画，宗教画和灾难画，以描绘火灾和奇形怪状的人物知名，得到外号“地狱布吕赫尔”。除去自己的创作外，他也临摹或根据自己的观点重画父亲的作品。他重画的父亲关于农村生活的作品偏重于写实，而缺少父亲画中的浓厚情感。他临摹父亲名作《尼德兰箴言》现收藏于安特卫普的Rockoxhuis博物馆。

## 主要作品

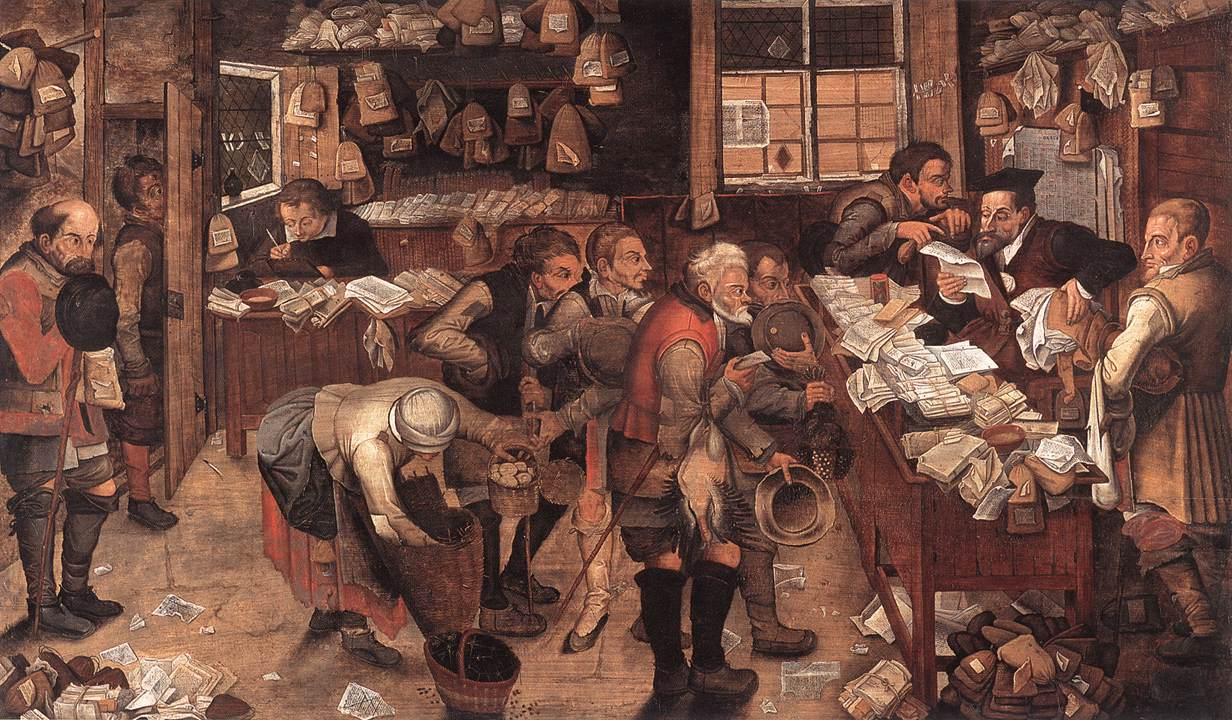
创作于1621年的乡村律师

- 巴比塔的建立
- 耶稣受难
- 名利场
- 乡村律师（1621）

## 外在链接
- 小彼得·布吕赫尔画作 （页面存档备份，存于）